# Лопатицька сільська рада
Лопатицька сільська рада — колишня адміністративно-територіальна одиниця та орган місцевого самоврядування у Олевському районі Коростенської і Волинської округ, Київської й Житомирської областей Української РСР та України з адміністративним центром у с. Лопатичі.

## Населені пункти
Сільській раді були підпорядковані населені пункти:
- с. Лопатичі

## Населення
Кількість населення ради, станом на 1923 рік, становила 2 816 осіб, кількість дворів — 498.
Відповідно до результатів перепису населення СРСР, кількість населення ради, станом на 12 січня 1989 року, становила 1 897 осіб.
Станом на 5 грудня 2001 року, відповідно до перепису населення України, кількість мешканців сільської ради становила 1 784 особи.

### Мова
Розподіл населення за рідною мовою за даними перепису 2001 року:
| Мова       | Відсоток |
| ---------- | -------- |
| українська | 99,22 %  |
| російська  | 0,73 %   |
| вірменська | 0,06 %   |

## Склад ради
Рада складалась з 17 депутатів та голови.

### Керівний склад сільської ради
| ПІБ                         | Основні відомості                                                         | Дата обрання | Дата звільнення |
| --------------------------- | ------------------------------------------------------------------------- | ------------ | --------------- |
| Горпиніч Наталія Максимівна | Сільський голова, 1962 року народження, освіта, член народної партії      | 26.03.2006   | 31.10.2010      |
| Горпиніч Наталія Максимівна | Сільський голова, 1962 року народження, освіта вища, член народної партії | 31.10.2010   |                 |

Примітка: таблиця складена за даними джерела

## Історія
Створена 1923 року в складі сіл Лопатичі, Рудня-Зольня (Зольня), Сердюки та слободи Лопатицька Олевської волості Коростенського повіту Волинської губернії. За іншими даними, хутір Сердюка (Сердюки) значився в підпорядкуванні ради станом на 17 грудня 1926 року. 7 березня 1923 року увійшла до складу новоствореного Олевського району Коростенської округи. 26 березня 1925 року в с. Зольня утворено окрему Зольнянської сільської ради Олевського району.
Станом на 1 вересня 1946 року сільська рада входила до складу Олевського району Житомирської області, на обліку в раді перебували села Лопатичі та Сердюки.
2 вересня 1954 року, відповідно до рішення Житомирського облвиконкому № 1087 «Про перечислення населених пунктів в межах районів Житомирської області», с. Сердюки передане до складу Зольнянської сільської ради Олевського району.
На 1 січня 1972 року сільська рада входила до складу Олевського району Житомирської області, на обліку в раді перебувало с. Лопатичі.
Припинила існування 17 січня 2017 року через об'єднання до складу Олевської міської територіальної громади Олевського району Житомирської області.